# Keeling-görbe

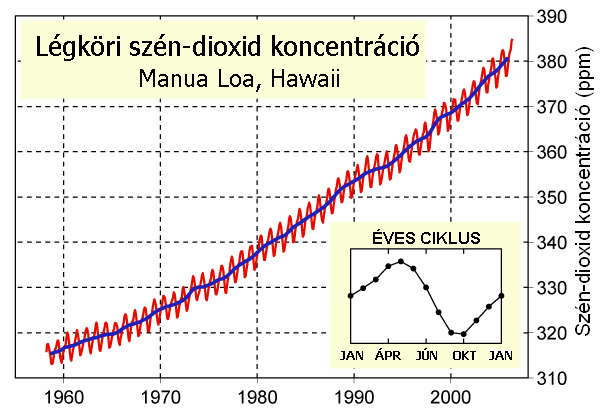
A légköri szén-dioxid-koncentrációt ábrázoló Keeling-görbe. A kisebbik grafikonon a szén-dioxid-koncentráció éves változása van feltüntetve. A mérések a Mauna Loa hegyen (Hawaii) készültek.

A Keeling-görbe egy grafikon, mely a légkör szén-dioxid-koncentrációjának (CO2) változását ábrázolja 1958-tól kezdve napjainkig, ezzel mutatja az üvegházhatás és a globális felmelegedés alakulását. 
Nevét Charles David Keelingről kapta, aki a Scripps Institution of Oceanography tagjaként elsőnek kezdett méréseket folytatni Hawaii Mauna Loa hegyén 1958-tól. 
A mérések tisztán megmutatják a CO2 növekedését az atmoszférában. 1958-ban 315 ppmv (milliomod térfogatrész) a szén-dioxid-koncentráció, ez az adat 2006-ra 380 ppmv-re emelkedett. A sarkokon lévő jégmagban lévő buborékokból kiderült, hogy a levegő CO2-koncentrációja a 280 ppmv értéket soha nem haladta meg az elmúlt 450 000 év során. Az üvegházhatású gázok közé tartozik a CO2, mely növeli a globális felmelegedést. Jól megfigyelhető a képen az évszakok váltakozásából adódó fűrészfog-effektus.

## Külső hivatkozások
- A Keeling-görbéről
- Earthguide oktatási források
- Mauna Loa